# Union Trust Company Building
L'Hotel Saint Louis, conosciuto in passato come Union Trust Company Building, è un edificio storico di Saint Louis, Missouri. L'edificio fu progettato dallo studio Adler & Sullivan e costruito dal 1892 al 1893. La struttura è elencata come Union Trust Company Building nel Registro nazionale dei luoghi storici e divenne un landmark cittadino nel 1971.
L'edificio ha 14 piani, una struttura in acciaio e un esterno in mattoni e terracotta color crema. È l'unico edificio dello studio a contenere un cortile luminoso esterno. L'edificio ha anche una aggiunta di 14 piani sul lato nord-est, progettata da Eames & Young, costruita nel 1905 e aderente al design originale.
I primi due piani dell'edificio originariamente erano ornati da elementi decorativi. Questi includevano un grande ingresso principale ad arco fiancheggiato da leoni araldici scultorei che tenevano scudi, con ulteriori leoni scultorei agli angoli dell'edificio. L'ornamentazione includeva anche grandi finestre rotonde al secondo piano. Tutti questi elementi decorativi furono rimossi nel 1924 o nel 1927, sostituiti con elementi esterni più convenzionali.

## Galleria d'immagini

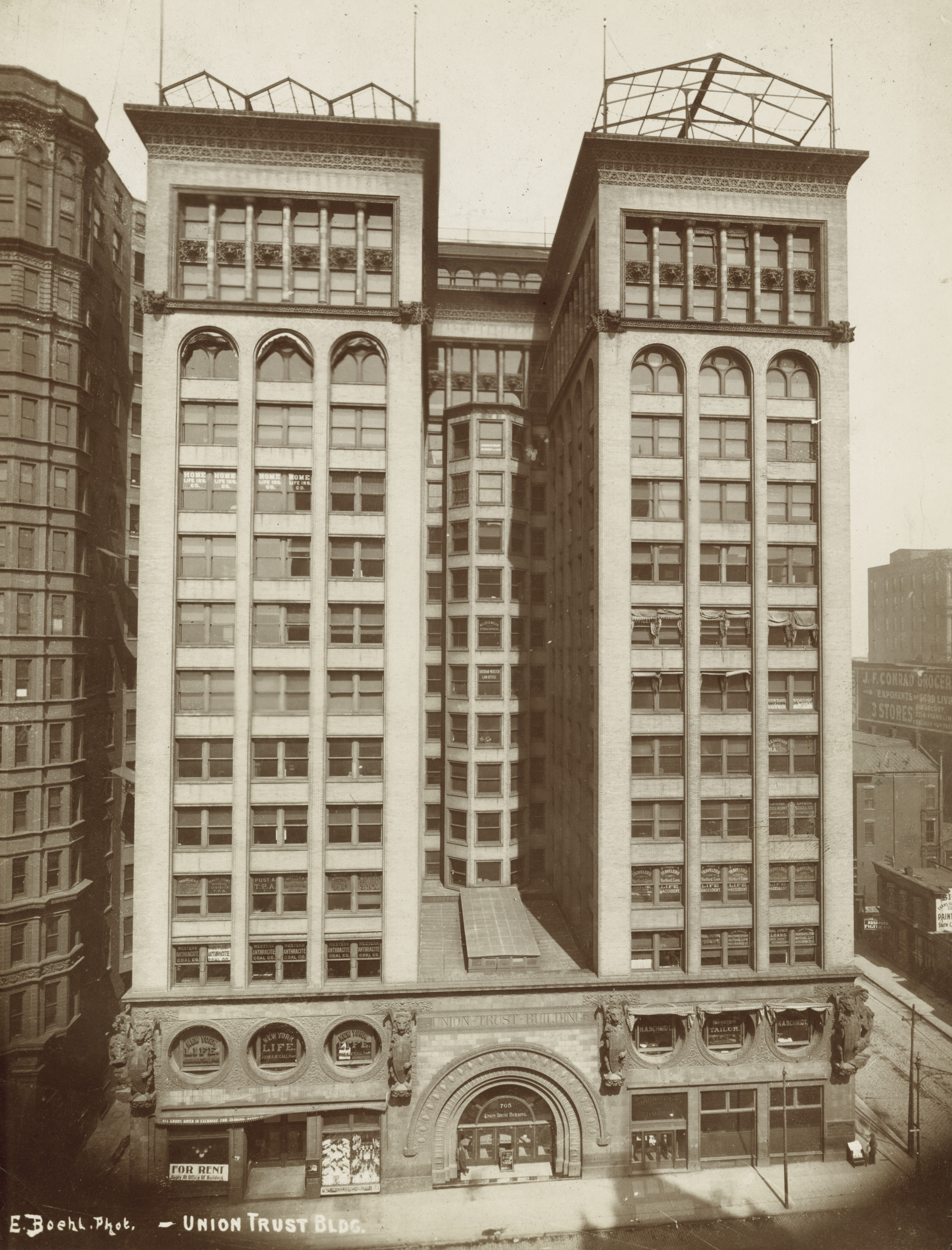
L'edificio nel 1894
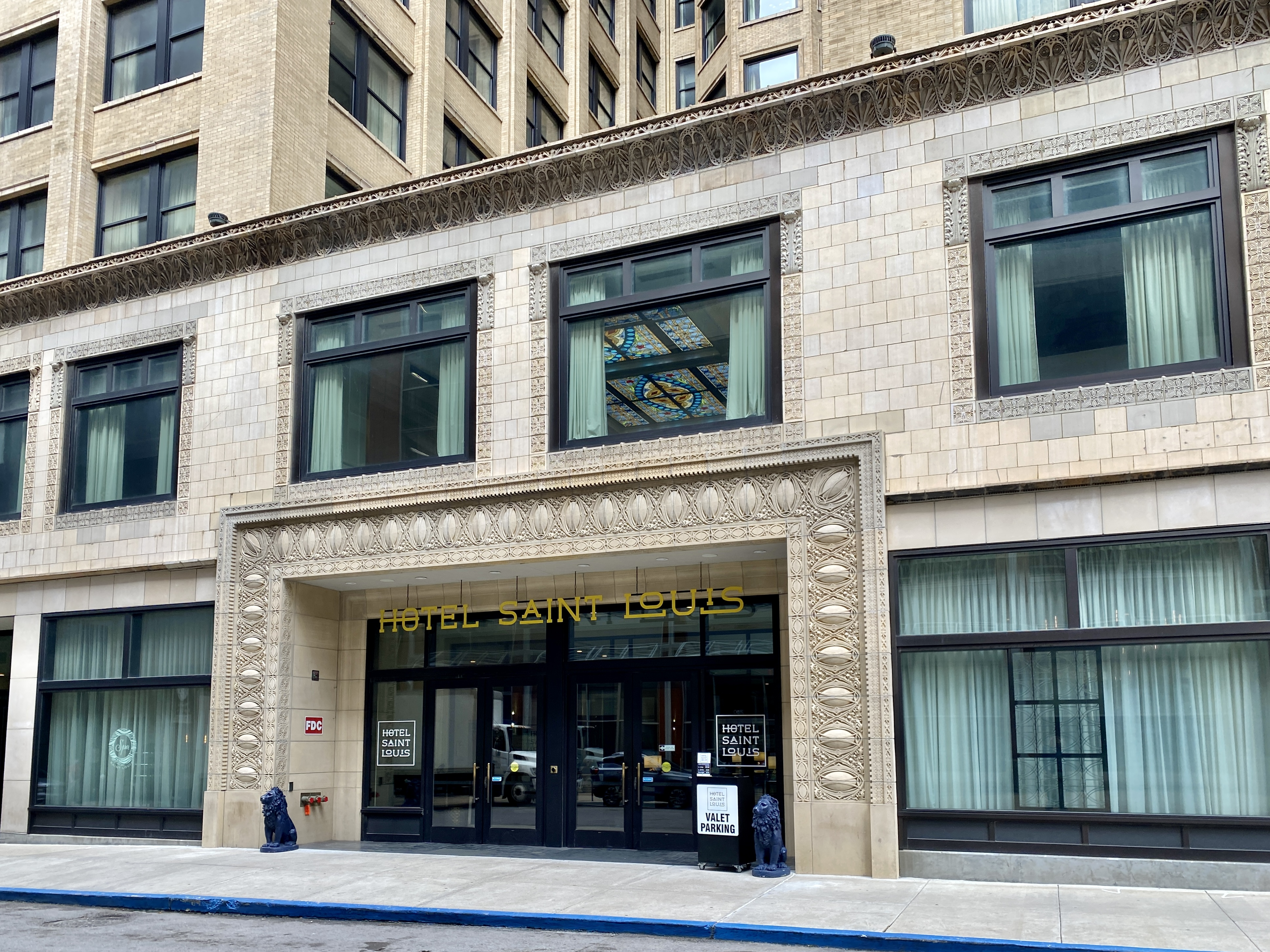
Nuova entrata, 2023
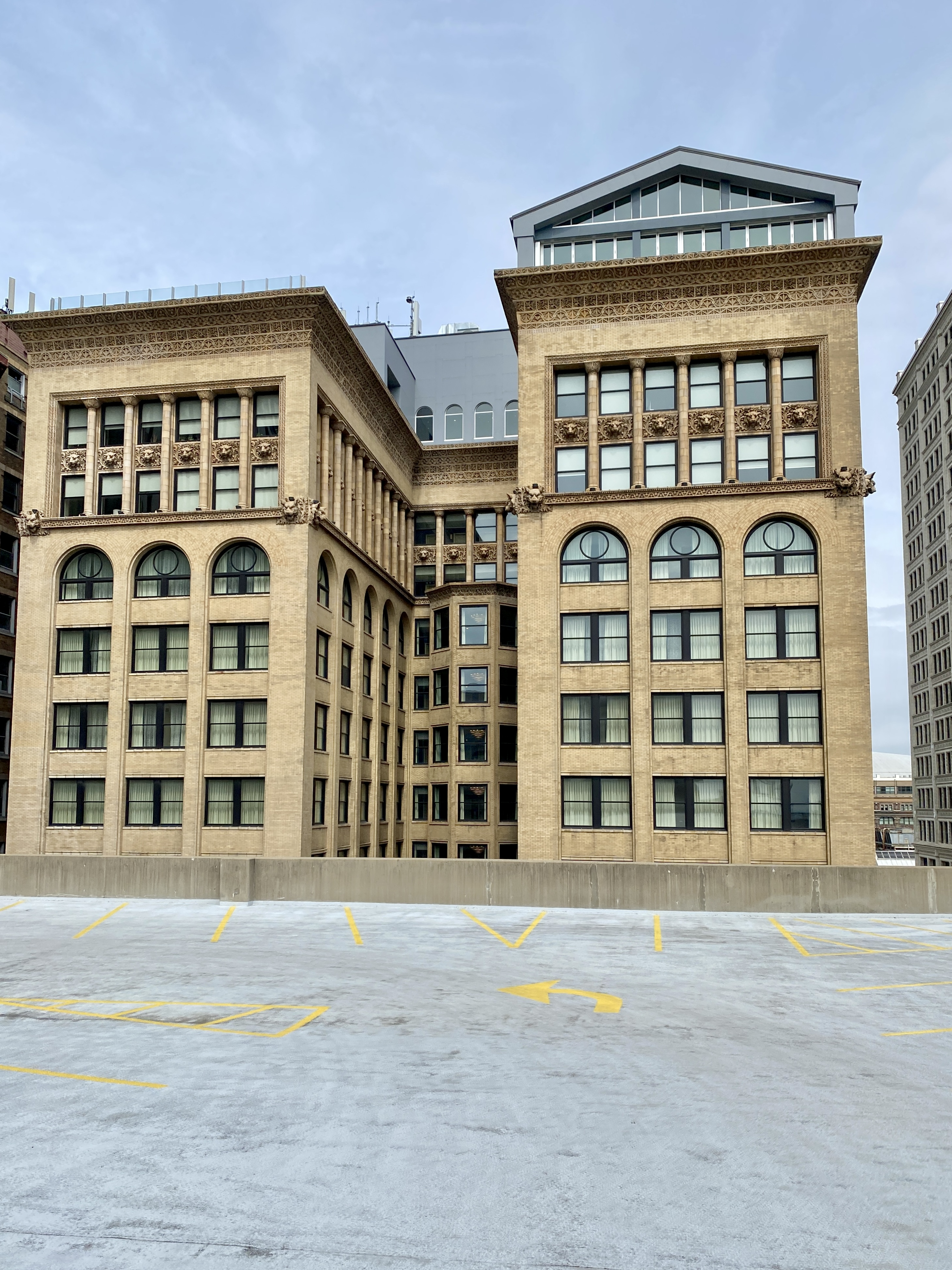
Vista dei piani superiori